# Киштимска катастрофа
Киштимска катастрофа је инцидент контаминирања радијацијом који се догодио 29. септембра 1957. у постројењу за прераду нуклеарног горива Мајак у Русији (тадашњи Совјетски Савез). Овај инцидент је означен оценом 6 на Међународној скали за нуклеарне инциденте, што га чини трећим најозбиљнијим нуклеарним инцидентом икада забележеним (после Чернобиљске и Фукушимске катастрофе). Инцидент се догодио у граду Озјорск, затвореном граду изграђеном око фабрике Мајак. Како Озјорск/Мајак (такође познати као Чељабинск-40 и Чељабинск-65) нису били означени на мапама, катастрофа је добила име по Киштиму, најближем познатом граду.

## Позадина
Након Другог светског рата, Совјетски Савез је каскао за Сједињеним Државама у развоју нуклеарног наоружања, па је започео ужурбани програм истраживања и развоја како би произвео довољне количине уранијума и плутонијума који може да се користи за војне намене. Фабрика Мајак је изграђена у великој журби између 1945 и 1948. Рупе које су совјетски физичари имали у познавању нуклеарне физике су им отежале процену безбедности многих одлука. Такође, питања заштите животне средине нису озбиљно разматрана у раним фазама развоја. Првобитно је радиоактивни отпад високог нивоа из фабрике Мајак испуштан директно у оближњу реку, која је отпад носила у реку Об, која је текла даље у Северни ледени океан. Касније је језеро Карачај коришћено као складиште на отвореном.
Установа за складиштење течног нуклеарног отпада је додата око 1953. Састојала се од челичних резервоара постављених на бетонску основу, 8,2 метра под земљом. Због високог нивоа радиоактивности, отпад је сам себе загревао (мада ланчана реакција није била могућа). Због тога је око сваког скупа од 20 резервоара изграђен хладњак. Постројења за праћење рада хладњака и садржаја резервоара нису била адекватна.

## Експлозија
У септембру 1956. систем за хлађење у једном од резервоара који је садржавао 70 до 80 тона течног радиоактивног отпада се покварио и није био поправљен. Температура је почела да расте што је довело до испаравања и хемијске експлозије исушеног отпада који се састојао углавном од амонијум нитрата и ацетата (види чланак амонијум нитратна бомба). Експлозија, која је имала процењену снагу око 70 до 100 тона ТНТ, је одбацила бетонски поклопац тежак 160 тона у ваздух. У самој експлозији није било жртава, али је процењено да је избачено 2 до 50 MCi (74 до 1850 P Bq) радијације.
У наредних 10 до 11 сати радиоактивни облак се кретао ка североистоку, дошавши 300 до 350 km од места експлозије. Честице из облака су довеле до дугорочне контаминације области веће од 800 km², углавном цезијумом-137 и стронцијумом-90. Ова област је позната као источноуралски радиоактивни траг.

## Последице
Због тајности која је окруживала фабрику Мајак, становништво у погођеним областима првобитно није обавештено о несрећи. Недељу дана касније (6. октобра) је почела операција за евакуацију 10.000 људи из погођене области, још увек без објашњења о разлозима за евакуацију. Људи су „запали у хистерију од страха због појаве непознатих 'мистериозних' болести које су почеле да избијају. Жртвама је кожа 'отпадала' са лица, руку и других делова тела који су били изложени.“ Жорес Медведев је природу и обим ове катастрофе обзнанио свету.
Иако је совјетска влада прикривала бројке, процењује се да је директно излагање радијацији довело до најмање 200 смртних случајева од канцера.
Како би се умањило ширење радиоактивног загађења након несреће, контаминирано земљиште је ископавано и складиштено у ограђеним просторима која су позната као „гробља земље“.
Совјетска влада је 1968. „прерушила“ источноуралски нуклеарни траг основавши Источноуралски природни резерват, који је забранио неовлашћен приступ овој области.
Гласине о нуклеарној незгоди негде у близини Чељабинска су дуго кружиле на западу. Да је дошло до озбиљне нуклеарне несреће источно од Урала је на крају закључено из истраживања о утицају радијације на биљке, животиње и екосистеме, које је са сарадницима објавио професор Лео Тумерман, бивши начелник биофизичке лабораторије на Институту за молекуларну биологију у Москви.
ЦИА је знала за несрећу у Мајаку 1957. све време, али је то чувала у тајности како би спречила негативне последице на америчку нуклеарну индустрију која је била у повоју. Совјетска влада је тек 1990. скинула ознаку тајности са докумената који се тичу несреће.

## Тренутна ситуација
За ниво радијације у самом Озјорску се тврди да је безбедан за људе, али област око Радиоактивног трага источног Урала је још увек веома контаминирана радиоактивношћу.